# Parisare (korv)

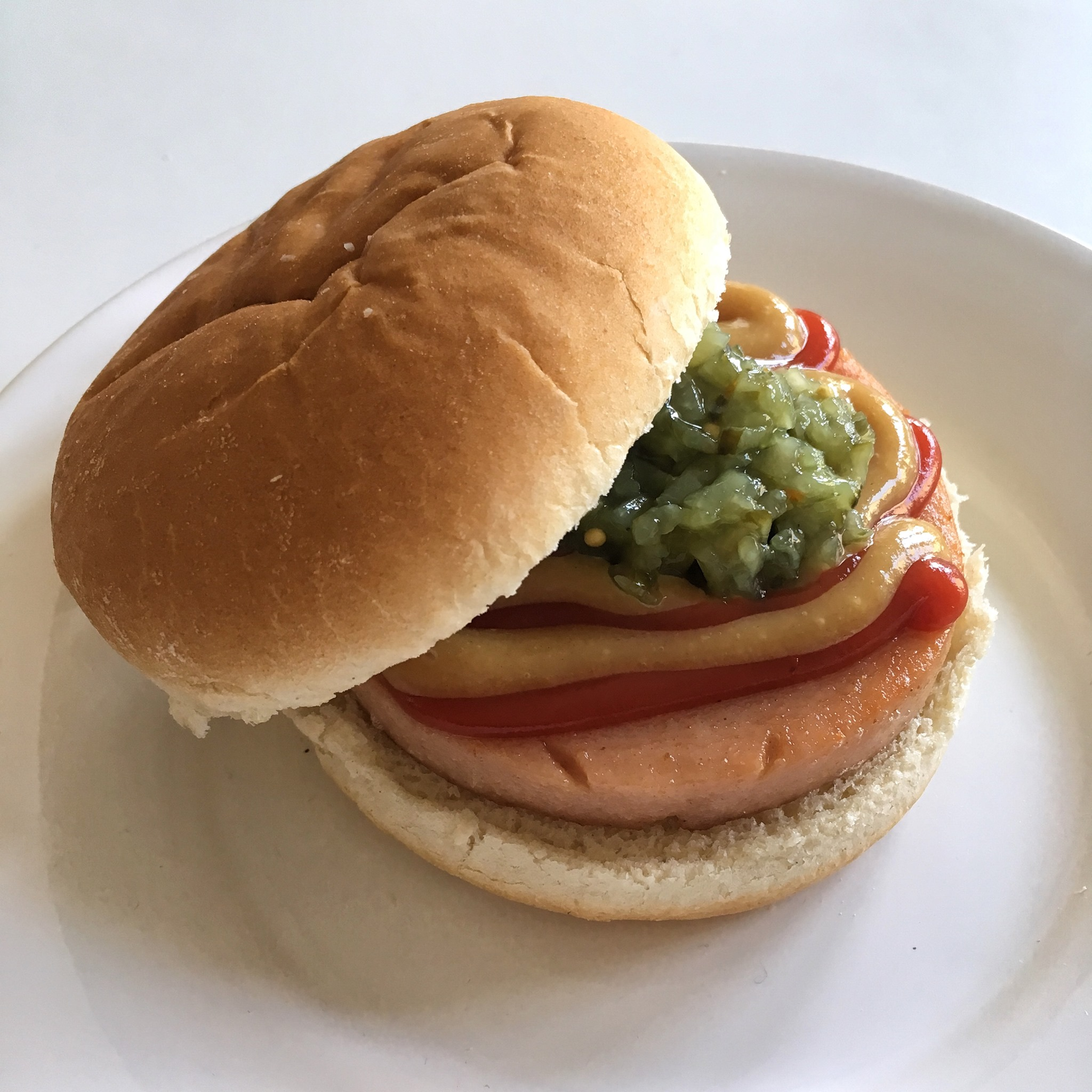
Originalet serverades med bröd utan sesamfrön.

Parisare är en maträtt och variant på hamburgare som består av en tjock korv som skärs i centimetertjocka skivor, grillas och serveras mellan hamburgerbröd. Parisaren är vanligast i gatukök och i norra Sverige. Korven säljs även hel eller skivad under namn som parisare, parisergrill, pariserjätte eller dylikt.
De klassiska tillbehören är senap, ketchup och bostongurka. Andra vanliga tillbehör är rostad lök, gurkmajonnäs och räksallad (men anses av vissa vara alltför modernt). Lite potatismos kan också passa bra. Tillbehör som sallad och hamburgerdressing hör inte hemma på en riktig parisare. 
Parisaren har enligt företaget Sibylla uppfunnits av Tore Strand på matgrossisten Strandbolaget i Umeå. Grunden är en finsk medisterkorv som Strand började importera och saluföra. Genom att ta en snedskuren skiva av den stora korven och servera som en hamburgare med bröd var den nya rätten född. Han lär ha fått inspiration från ett nylanserat nattflyg mellan Stockholm och Paris på 1950-talet.
Detta motsägs dock av 1953 års översättning av Räddaren i nöden där Birgitta Hammar översatt "hamburger" till "parisare", vilket antyder att det senare ordet vid den tidpunkten var ett mer etablerat begrepp för maträtten.
År 2009 bildades Svenska parisareakademien av den skellefteåfödde journalisten Tommy Schönstedt, som sedan dess varit dess president.
Sedan 2018 infaller "Parisarens dag" den 17 oktober,  det datum då Tore Strand föddes.

## Varianter
En variant på maträtten, som bland annat serveras i svenska förskolor och skolor, är korvburgare, som brukar bestå av skivad och stekt falukorv mellan hamburgerbröd. Korvburgaren kan fyllas med vanliga hamburgertillbehör och potatismos. 
I skolor i Göteborg kallas rätten ofta för göteburgare.